# 魏薩赫河
47°41′41.5″N 11°44′17.2″E / 47.694861°N 11.738111°E

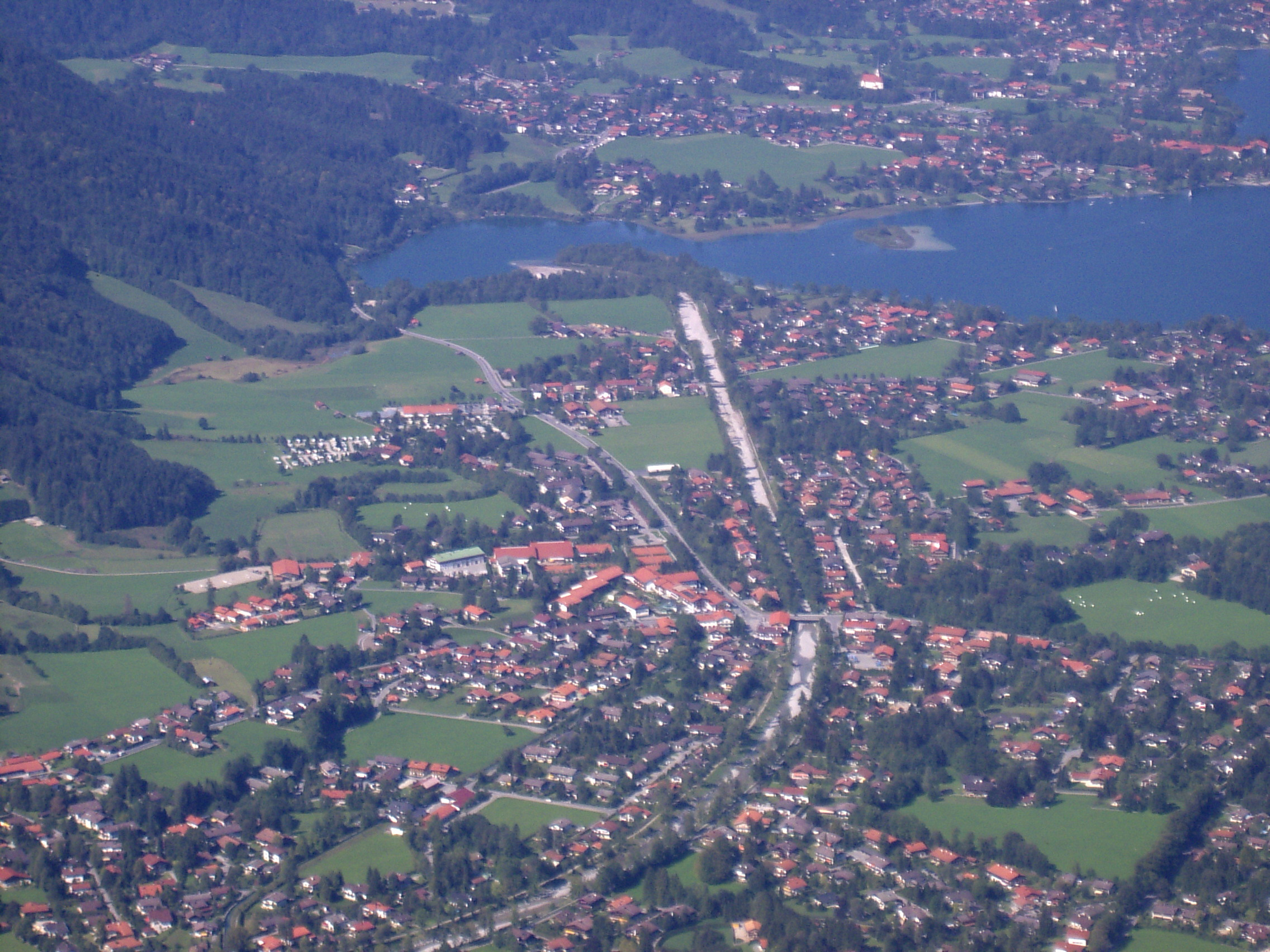

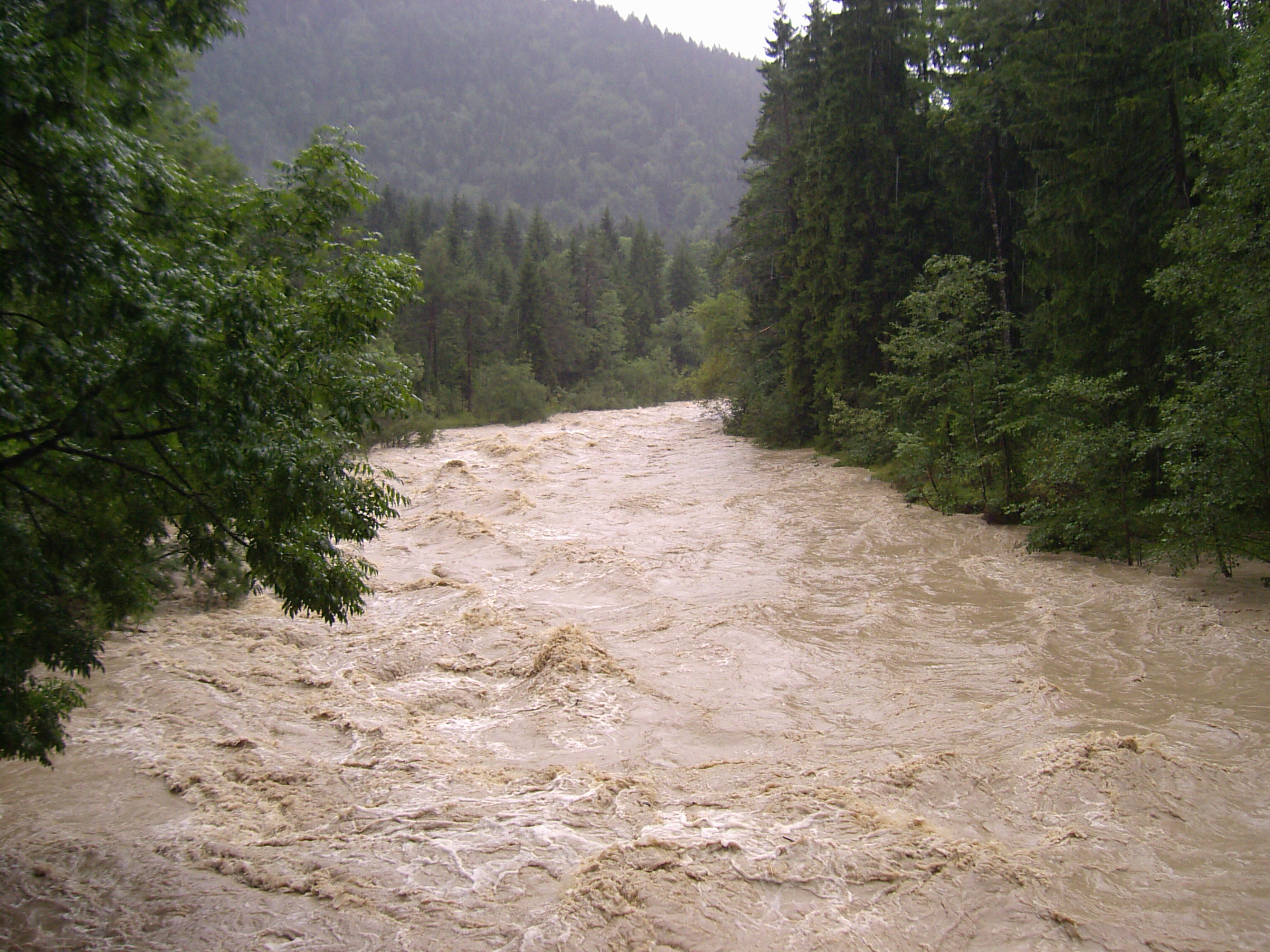

魏薩赫河（德語：Weißach），是德國的河流，位於該國東南部，由巴伐利亞負責管轄，河道全長20.7公里，發源自布勞山，最終在羅塔赫-埃根附近注入泰根湖。